# Sarah Zettel
Sarah Anne Zettel (* 14. Dezember 1966 in Sacramento) ist eine US-amerikanische Science-Fiction- und Fantasy-Autorin.

## Leben
Sarah Zettel wurde 1966 geboren. Sie studierte an der University of Michigan Kommunikationswissenschaften und schloss mit einem Bachelor of Arts ab. Ihr erster Roman Reclamation erschien 1996 und gewann den Locus Award for Best First Novel im Jahr 1997. 2009 gewann sie den Philip K. Dick Award für ihren Roman Bitter Angels, den sie unter ihrem Pseudonym C.L. Anderson veröffentlicht hatte. Ein weiteres, von ihr genutztes Pseudonym ist Delia Gilette. Zettel ist verheiratet und lebt in Michigan.

## Werke

### Das Licht von Isavalta (Isavalta)
In Deutschland sind die beiden ersten Bände in vertauschter chronologischer Reihenfolge veröffentlicht worden.
- Vol. 1: The Usurper's Crown, 2002

Band 1: Der Thronräuber, Blanvalet, 2006, ISBN 3-442-24146-4
- Vol. 2: A Sorcerer's Treason, 2002

Band 2: Die Intrige der Kaiserin, Blanvalet, 2005, ISBN 3-442-24145-6
- Vol. 3: The Firebird's Vengeance, 2003

Band 3: Die Rache des Feuervogels, Blanvalet, 2006, ISBN 3-442-24147-2
- Vol. 4: Sword of the Deceiver, 2007

### Paths to Camelot
- Vol. 1: Camelot's Shadow, auch: In Camelot's Shadow, 2004

Band 1: Im Schatten von Camelot, Blanvalet, 2008, ISBN 3-442-24320-3
- Vol. 2: Camelot's Honour, auch: For Camelot's Honor, 2005

Band 2: Für die Ehre von Camelot, Blanvalet, 2008, ISBN 3-442-24321-1
- Vol. 3: Camelot's Sword, 2006
- Vol. 4: Under Camelot's Banner, 2006

Band 3: Unter dem Banner von Camelot, Blanvalet, 2009, ISBN 3-442-24322-X
- Vol. 5: By Camelot's Blood, 2007

### Einzelromane
- Reclamation, 1996
- Fool's War, 1997
- Playing God, 1998

Das Gottesspiel, Heyne, 2001, ISBN 3-453-17947-1
- The Quiet Invasion, 2000
- Kingdom of Cages, 2001
- Bitter Angels, 2009

### Kurzgeschichten
- Driven by Moonlight, 1990
- Fool's Errand, 1993
- Cracks in the Pavement, 1993
- Excerpts from the Discussion of the Controlled Vibration Theory of Communication Among the Un-Kin, mit Laura Woody, 1994
- For Tax Purposes, 1994
- The Redemption of Silky Bill, 1994
- The Temptation of Harringay, 1995
- Under Pressure, 1996
- A Young Swordswoman's Garden Primer, 1998
- Means of Survival, 1999
- Kinds of Strangers, 1999
- Miss Underwood and the Mermaid, 1999